# 河南中路 (上海)
河南中路旧名河南路，是当年上海公共租界中区和今天上海市黄浦区的一条南北向马路，南起延安东路（原爱多亚路），北至苏州路。全长1233米。与广东路、福州路、汉口路、九江路、南京路、北京路等多条道路交汇。

## 歷史
1846年，租界修筑该路洋泾浜至南京路的南段，作为英租界的西界，名为界路。但是2年后，英租界就向西拓展至今西藏路，于是界路名不符实。1856年向北延伸至苏州路。1863年更名為河南路。沿路有五洲大楼、南京大楼、国华大楼、丽华公司、亨达利钟表店等。向北过苏州河就是北河南路，通往北火车站。福州路至广东路段，俗称为棋盘街，多文具店及呢绒店、商务印书馆、中华书局等集中两侧。
今日，河南中路上保留至今的近代建筑有恒利银行(495、503号，天津路口)、美丰银行(521-529号，宁波路口)和吉祥里(531号、541号)等。

## 轨道交通
上海轨道交通2号线与10号线在河南中路南京东路口设南京东路站。

## 交会道路（南向北）
- 延安东路
- 广东路
- 泗泾路
- 昭通路
- 福州路
- 汉口路
- 九江路
- 南京东路
- 天津路
- 宁波路
- 北京东路
- 南苏州路